# Ch.A.S.A.
Ch.A.S.A. byla česká jazzrocková skupina. Aktivní byla především v Brně, a to v letech 1973–1983. Název skupiny vychází z počátečních písmen příjmení zakládajících členů, kterými byli Pavel Chmelař, Ivo Albrecht, Antonín Stříž a Jiří Adam. K přechodným členům patřili Miroslava Křivánková a Ivan Havlíček.

## Předchůdce skupiny
Předchůdcem skupiny Ch.A.S.A. bylo brněnské jazzrockové trio Šuchra-Luf-Band. Jeho členy byli Antonín Stříž (kytara), Ivo Albrecht (basová kytara) a Miroslav Veselý (bicí). Trio působilo v Brně na přelomu 60. a 70. let.

## První období (1973–1975)
Základní sestava skupiny Ch.A.S.A. se poprvé sešla v březnu 1973 a rozešla v červenci 1975, protože dva ze zakládajících členů museli odejít na základní vojenskou službu.

## Druhé období (1976–1980)
V tomto období se skupina už nikdy nesešla v původním složení. Skupina své složení několikrát změnila, vedoucím byl Ivo Albrecht.

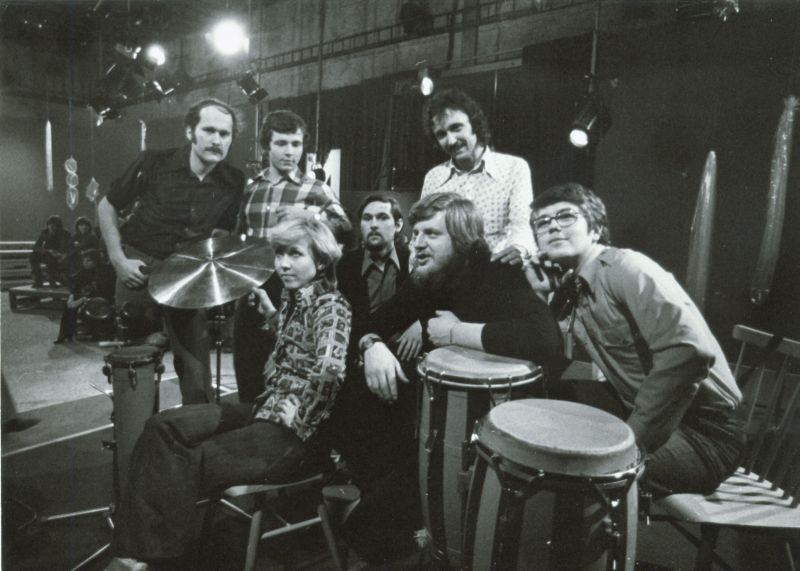
Skupina Ch.A.S.A. v roce 1976